# Aqua (группа)
Aqua (произносится: а́ква) — датская бабблгам-поп-группа, состоящая из трёх участников: норвежки Лене Нюстрём и двух датчан — Рене Дифа и Сёрена Растеда. Бывший участник группы Клаус Норрен покинул состав в 2016. Группа образована в 1989 году.
Группа получила известность в 1990-е годы и стала ярким и наиболее успешным музыкальным коллективом в Дании в конце XX века.
Aqua выпустили три студийных альбома: Aquarium (1997), Aquarius (2000) и Megalomania (2011).
В 2001 году члены группы временно приостановили свою деятельность в составе Aqua и занялись собственными сольными проектами, а в 2007 году вернулись к совместной работе в группе. По приблизительным оценкам, к 2011 году было распродано 33 миллиона экземпляров альбомов и синглов группы.

## История

### Образование группы
В 1989 году Сёрен Растед и Клаус Норрен сформировали группу под названием «Joyspeed». Рене Диф тогда работал диджеем в Нидерландах, а Сёрен и Клаус собирались стать продюсерами. Первой совместной работой стало создание саундтрека к малоизвестному фильму «Непослушная Фрида и бесстрашные шпионы» (дат. Frække Frida og de frygtløse spioner). Работа над саундтреком понравилась всем троим, и они решили, что поработают вместе ещё в будущем проекте.
Лене Нюстрём, которой на тот момент было 20 лет, Рене предложил стать солисткой в их группе «Joyspeed». Проработав в норвежском казино до конца 1993 года, она стала солисткой группы.
Вскоре ребята подписали контракт с маленькой шведской звукозаписывающей компанией. В 1994 они сделали трек «Itzy Bitchy Spider», но на самом деле это был ремейк на старую датскую детскую песню. Этот трек, правда только лишь на неделю, вошёл в шведский танцевальный чарт. Провал был очевиден и контракт разорвали.
С новым менеджером, но без контракта, группа начала с нуля развивать свой уникальный музыкальный стиль «бабблгам-дэнс (bubblegum-dance)». Четвёрка начала писать и записывать мелодичные и запоминающиеся европейские поп-песни, которые впоследствии привлекли внимание Universal Music DK. Ребята очень торопились написать новую песню. Позже стало известно, что если бы всё слишком затянулось, Лене ушла бы из группы.

### AquariumиAquarius
В 1996 группа получила новое, легко запоминающееся название — Aqua. Широкую же известность коллектив получил в конце 1990-х с песнями «Roses are Red» и «Barbie Girl». Название Aqua пришло с постера с надписью «The Danish National Aquarium», который висел в их репетиционной комнате. Слово «aquarium» всем сразу понравилось, но оно было очень длинным, и его сократили до «Aqua».

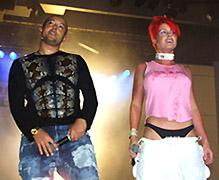
Рене Диф и Лене Нюстрём, 1998 год

Музыканты заключили договор с Universal Music. В сентябре 1996 года Aqua выпустила первую песню «Roses are Red», которая сразу заняла первые строчки различных хит-парадов и не покидала их многие месяцы. Эта песня даже была заявлена на получение престижной премии «Грэмми» в номинации «Лучший танцевальный хит сезона». Клип к этой песне снимал их приятель. И хотя клип получился несколько аляповатым, он тут же стал популярным. Вторая песня «My Oh My» была выпущена в феврале 1997 года и, как и предыдущая песня, сразу взлетела на первые строчки хит-парадов. Третьим синглом стала всемирно известная «Barbie Girl», из-за которой фирма Mattel, производящая кукол Барби, судилась с MCA Records, выпустившей сингл в США. Она возглавила хит-парады Австрии, Австралии, Бельгии, Великобритании, Новой Зеландии, Норвегии, Франции, Швейцарии, Швеции, оказавшись самым успешным синглом группы. Баллада «Turn Back Time» покорила вершину британского чарта и вошла в саундтрек к фильму «Осторожно, двери закрываются».
Все эти песни вошли в первый альбом Aquarium, который был выпущен в 1997 году. Он стал одним из самых популярных альбомов года, его тираж составил 14 миллионов экземпляров.
После выхода альбома отдельным синглом была выпущена песня «Didn’t I».
В 2000-м выходит второй альбом группы, Aquarius (с англ. — «Водолей»). Песни «Cartoon Heroes» и «Around the World» из этого альбома были популярны не только в Скандинавии, но и во всей Европе.
Во время голосования на «Евровидении 2001» Aqua исполнила свои хиты под аккомпанемент датского перкуссионного дуэта «Safri Duo».

### Пауза и воссоединение
В июле 2001 года участниками группы было принято решение временно разойтись и приостановить свою деятельность в составе Aqua. Роспуск группы прошёл абсолютно спокойно и отнюдь не драматично, как это зачастую бывает. Члены группы начали заниматься собственными проектами.
Лене вышла замуж за Сёрена 25 августа 2001. После свадьбы они переехали жить в Данию. 6 ноября 2004 года у них родилась дочь Индия, а через два года — мальчик по имени Билли.
Лене начала сольную карьеру и выпустила в 2003 году альбом Play with Me, записанный при участии другого участника группы Сёрена Растеда. Первым синглом с этого альбома стала песня «It’s Your Duty». Вторым синглом стала песня «Pretty Young Thing». Лене поменяла свой стиль с девушки из мультфильма на более раскрепощённый и сексуальный.

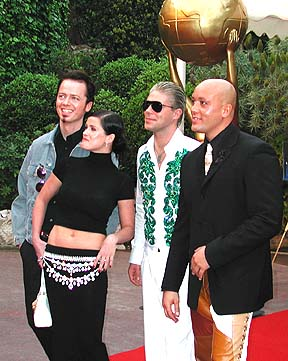
Группа Aqua

В 2002 году Сёрен продюсировал различные датские проекты, включая Sort Sol — Holler High And Golden Wonder; Sanne Salomonsen — Teardrops. Оба — синглы № 1. В 2003 году он сочинил и спродюсировал номер 1 по продажам в Дании альбом 2003-го Jon (Победитель датского Popstar).
В 2004 году Сёрен создал свой первый сольный проект — Lazyboy. Первый сингл с него, «Facts of Life», был большим радиохитом в большинстве стран Европы. Альбом LazyboyTV был переведён на 5 языков и выпущен в 15 странах. Сёрен также срежиссировал и смонтировал всё видео для альбома, а также был номинирован на датскую Грэмми.
В 2006 Сёрен и его племянник Nicolaj Rasted основали музыкальный дуэт «Hej Matematik!», исполняющий песни исключительно на датском языке.
24 октября 2007 года участники группы, собрав пресс-конференцию, объявили о воссоединении и об участии на датском фестивале «Grøn Koncert 2008» (англ.). Через пару лет, в 2009 году, вышел сингл «Back to the 80’s» (англ.), а также сборник лучших песен — Greatest Hits (англ.), включая три совершенно новые песни. Чуть позже этот сборник дополнился рождественской песней «Spin Me a Christmas» и дополнением в виде DVD-диска с концерта в Тиволи 9 августа 2009 года.

### Megalomania
В 2010 году анонсирован выход третьего студийного альбома Megalomania. 12 сентября в сети Интернет появились две новые песни — «Playmate to Jesus» и «Like a Robot». Альбом поступил в продажу 3 октября 2011 года на территории Дании; его музыкальная стилистка сильно отличается от привычного bubblegum. Хотя альбом и достиг #2 в датском чарте (датск.), было достаточно много критических отзывов. В мае группа выпустила сингл «How R U Doin?».

### Второе воссоединение
В сентябре 2016 года было объявлено, что Aqua даст «не менее 10 концертов» в рамках музыкального фестиваля Vi Elsker 90'erne («Мы любим 90-е»). Aqua впервые выступила вживую в Дании с 2011 года. 20 сентября 2016 года Aqua объявила, что Клаус Норрин не вернется в группу. В своём заявлении Норрин сказал, что его «музыкальная направленность» изменилась и что он больше не желает гастролировать с группой, но по-прежнему считает оставшихся членов Аквы «своей семьей».

## Aqua в России
После выпуска третьего студийного альбома Megalomania в конце 2011 и путешествия с гастролями в 2012 по городам Скандинавии и Австралии, группа Aqua неожиданно исчезла из поля зрения фанатов почти на год — ни совместных концертов, ни выступлений по ТВ. Начали ходить слухи об очередном расколе в группе.
Но, неожиданно для всех, Корпорация PMI 10 февраля 2014 на своей официальной странице в социальной сети объявила об участии группы Aqua на дискотеке девяностых «Дискач 90-х» в Санкт-Петербурге в качестве хедлайнера шоу. Мероприятие прошло в СКК «Петербургский» 7 марта 2014 года. Aqua приехала на концерт не в полном составе: Клаус Норрен не смог принять участие в выступлении из-за болезни. 12 декабря 2021 года Aqua снова посетили Россию в рамках концерта «Супердискотека 90-х».

## Состав группы

### Действующие участники
- Лене Нюстрём Растед (норв. Lene Nystrøm Rasted, вокалистка)
  - Дата рождения: 2 октября 1973.
  - Место рождения: Тёнсберг, Норвегия.
  - Профессии до участия в группе: бармен, помощник продавца, модель, телеведущая.
  - Работа в «Акве»: вокал, автор слов.
- Рене Диф (дат. René Dif, вокалист)
  - Дата рождения: 17 октября 1967.
  - Место рождения: Копенгаген, Дания.
  - Профессии до участия в группе: DJ.
  - Работа в «Акве»: вокал, автор слов.
- Сёрен Растед (дат. Søren Rasted, композитор, клавишник)
  - Дата рождения: 13 июня 1969.
  - Место рождения: Бловстрёд, Дания.
  - Профессии до участия в группе: заправщик.
  - Работа в «Акве»: перкуссия, автор слов и музыки, продюсирование.

### Бывшие участники
- Клаус Норрен (дат. Claus Norreen, композитор, гитарист)
  - Дата рождения: 5 июня 1970.
  - Место рождения: Шарлоттенлунд, Дания.
  - Профессии до участия в группе: уборщик, заправщик, продавец одежды.
  - Работа в «Акве»: клавишные, автор слов и музыки, продюсирование.

## Дискография
| - 1997 — Aquarium - 2000 — Aquarius - 2011 — Megalomania - 1996 — «Roses are Red» - 1997 — «My Oh My» - 1997 — «Barbie Girl» - 1997 — «Lollipop (Candyman)» - 1997 — «Doctor Jones» - 1997 — «Didn’t I» - 1998 — «Turn Back Time» - 1998 — «Good Morning, Sunshine» - 2000 — «Cartoon Heroes» - 2000 — «Around the World» - 2000 — «Bumble Bees» - 2001 — «We Belong to the Sea» - 2009 — «Back to the 80s» - 2009 — «My Mamma Said» - 2011 — «How R U Doin?» - 2011 — «Like a Robot» - 2011 — «Playmate to Jesus» - 2018 — «Rookie» - 2021 — «I Am What I Am» | - «Roses are red» - «Barbie Girl» - «My Oh My» - «Lollipop» - «Doctor Jones» - «Bumble Bees» - «We Belong to the Sea» - «Turn Back Time» - «Cartoon Heroes» - «Around the World» - «Back to the 80’s» - «My Mamma Said» - «Spin Me a Christmas» - «How R U Doin?» - «Playmate to Jesus» |

## Известные каверы
- 2014 — норвежский певец PelleK записал кавер на песню «Barbie Girl».
- 2019 — Игорь Сахаров в рамках проекта Even Blurry записал кавер на песню «Roses are Red».
- 2021 — российская панк-поп-рейв группа Little Big выпустила кавер на песню «Barbie girl», вошедший в мини-альбом «Covers»